# سیدنی استیل
سیدنی استیل (انگلیسی: Sydnee Steele؛ زاده ۲۳ سپتامبر ۱۹۶۸) یک بازیگر پورنوگرافی اهل ایالات متحده آمریکا است.